# Décibel (émission de télévision)
 (janvier 2022).
Si vous disposez d'ouvrages ou d'articles de référence ou si vous connaissez des sites web de qualité traitant du thème abordé ici, merci de compléter l'article en donnant les références utiles à sa vérifiabilité et en les liant à la section « Notes et références ».
Pour les articles homonymes, voir Décibel (homonymie).
Décibel est une émission de télévision québécoise animée par Nathalie Simard, produite par Guy Cloutier, et diffusée entre le 7 février 1999 et le 11 juin 2000 sur le réseau TVA.

## Concept
À la manière d'un radio-crochet, de jeunes amateurs interprétaient leur chanson préférée devant un public.

## Équipe de production
- Réalisation : divers
- Production : Ève Déziel ; Guy Cloutier (exécutif)
- Société de production : PGC Télévision inc., une division de Guy Cloutier Communications Inc., en association avec le réseau TVA, le programme de crédits d'impôts pour film ou vidéo canadien du Gouvernement du Canada et le programme de crédit d'impôts de la production cinématographique et télévisuelle du Gouvernement du Québec.

## Produits dérivés
En octobre 1999 sort le disque officiel de l'émission intitulé : Décibel: Les Étoiles de l'an 2000 comportant 16 chansons interprétées par les jeunes amateurs qui ont chanté à l'émission. Le disque vendra au moins 150 000 exemplaires[réf. nécessaire].
| No  | Titre                                                              | Auteur                  | Durée |
| --- | ------------------------------------------------------------------ | ----------------------- | ----- |
| 1.  | Décibel (Thème)                                                    | Nathalie Simard         |       |
| 2.  | Toujours vivant                                                    | Jason Guerette          |       |
| 3.  | I Will Survive                                                     | Emmanuelle St-Jean      |       |
| 4.  | Que je t'aime                                                      | Ïoan Bastarache         |       |
| 5.  | Medley Elvis (Heartbreak Hotel / Jailhouse Rock / Suspicious Mind) | Steve D.                |       |
| 6.  | La Tribu de Danna                                                  | Adam-Nicholas Pelletier |       |
| 7.  | Rock & Soul                                                        | Ayan Mahdi Belizaire    |       |
| 8.  | Quand les hommes vivront d'amour                                   | Melissa Simard          |       |
| 9.  | Encore une fois                                                    | Sue-Ellen Cotter        |       |
| 10. | Star                                                               | Stéphanie Therrien      |       |
| 11. | Wishing                                                            | Kristal Gibbon          |       |
| 12. | I Believe I Can Fly                                                | Patrick Lehman          |       |
| 13. | Il m'a montré à yodler                                             | Philippe Grondin        |       |
| 14. | S'il suffisait d'aimer                                             | Annmarie Schreiner      |       |
| 15. | Demain c'est pas loin                                              | MTLB                    |       |
| 16. | Vivo per lei                                                       | Jessy Vaudry            |       |